# Lithophanie

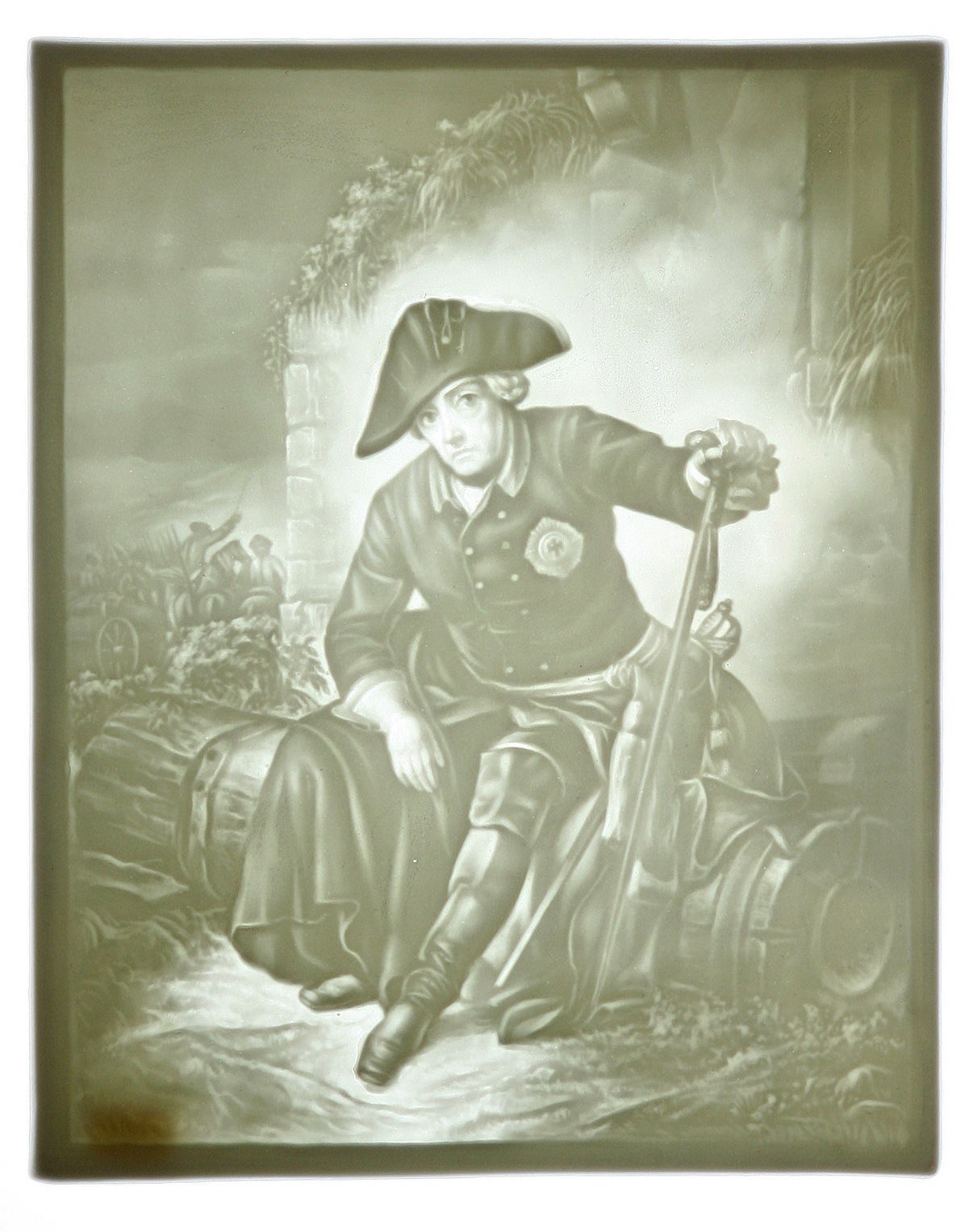
Porzellanlithophanie im Durchlicht (nach dem Gemälde „Friedrich II. nach der Schlacht bei Kolin“ von Julius Schrader).

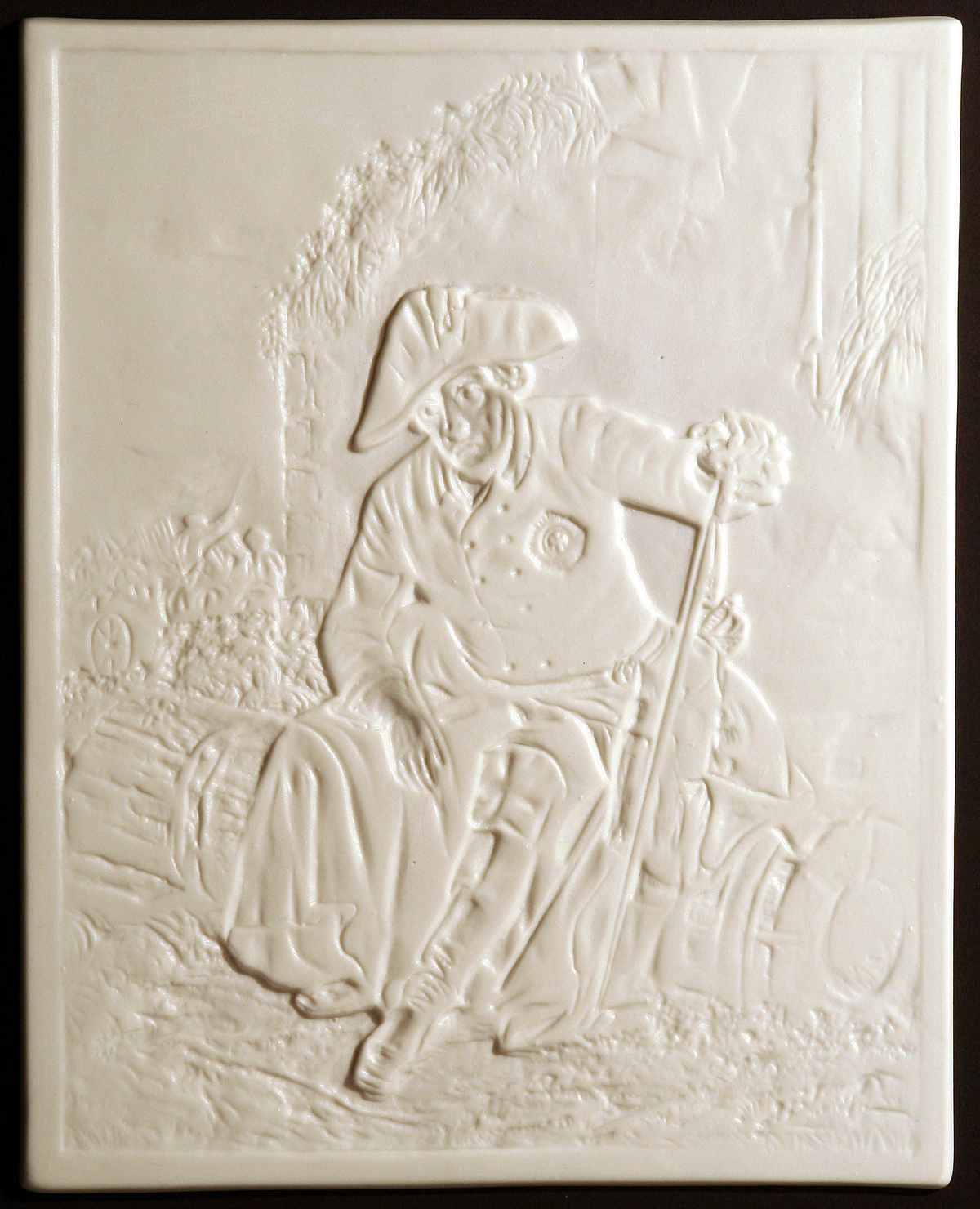
Porzellanlithophanie mit Auflicht zur Verdeutlichung des Reliefprinzips.

Die Lithophanie (von griech. λίθος lithos „Stein“ und φαίνειν phainein „sichtbar machen, leuchten, erscheinen“; vereinzelt auch Lichtschirmbild) ist eine Reliefdarstellung in transluzentem Material (häufig Porzellan, Kunststoff oder Glas), die ihre Wirkung erst im Gegenlicht entfaltet.
Eine Lithophanie besteht aus einer dünnen Materialschicht, meist einer Platte, die durch eine Lichtquelle von hinten beleuchtet wird. Durch die unterschiedliche Dicke des Materials, die das Licht unterschiedlich stark durchscheinen lässt, entsteht beim Betrachter ein besonderer Licht- beziehungsweise Bildeffekt. Weil die stufenlosen Hell- und Dunkelschattierungen für die Gestaltung des Reliefs entscheidender sind als etwa die Konturen der Abbildung, wird das Bild erst beim Einsetzen der Lichtquelle richtig sichtbar.
Die Qualität der Lithophanie hängt dabei von mehreren Punkten ab:
- Material: Als Material kommen in der Regel Kunststoff oder Porzellan zum Einsatz, da diese Materialien eine Transluzenz zulassen, wenn sie sehr dünn sind. Andere Werkstoffe wie dünn geschliffener Stein oder Holz könnten ebenfalls Licht durchlassen. Jedoch haben diese Materialien durch Mineralien oder Wachstumsstreifen eine eigene Struktur und bringen so eigene Muster und Kontraste in das Bild, weshalb Naturmaterialien nicht in der Lithophanie eingesetzt werden.[1]
- Bildvorlage: Bei der Nutzung eines Bildes ist ein hoher Kontrast wichtig. Bei Bildern mit geringem Kontrast können die späteren Lichtbilder zu blass wirken.
- Lichtquelle: Eine starke Lichtquelle ist die Voraussetzung zur Durchleuchtung des Bildes. Keramik oder Kunststoff ist bei kleinsten Verdickungen schon schwer lichtdurchlässig. Heutzutage werden energiesparende LED-Lichtquellen genutzt. Früher wurden für Lichtbilder noch Lichtquellen mit hoher Wärmestrahlung eingesetzt, weshalb häufig nur Keramik eingesetzt werden konnte.

## Geschichte
Lithophanien waren vor allem in der Mitte des 19. Jahrhunderts sehr beliebt; das erste Patent wurde 1827 in Paris ausgestellt. Kurz darauf übernahmen die meisten Porzellanmanufakturen die Produktion von Lithophanien, wobei auch einzelne Produkte von der Konkurrenz kopiert wurden. Urheberrechtlich war die Zulässigkeit von Lithophanien umstritten.
In der Regel wurden Lithophanieplatten vor Fensterscheiben gehängt oder zu einer Lampe zusammengefügt, die früher mit Petroleum als Petroleumlampe oder mit einer Kerze von innen beleuchtet wurde.

### Manufakturen
Besonders erfolgreich wurde die Produktion von „Lichtschirmbildern“ von der Königlichen Porzellan-Manufaktur Berlin zwischen 1830 und 1862 durchgeführt.
Ein Magdeburger Hersteller war die 1839 gegründete Manufaktur von Carl Heyroth, der 1844 Die Weinprobe, ein populäres Genremotiv von Johann Peter Hasenclever, als Lithophanie anfertigen ließ.
Im Jahr 1849 wurden auf Anregung von Gottfried Henklein erstmals in der Porzellanmanufactur Plaue Lithophanien entwickelt. Bis heute werden sie immer noch hergestellt und mit neuen Motiven weitergeführt. Mittlerweile befinden sich über 2500 Lithophanie-Modelle in der Manufaktur.

## Technik

### Porzellan
Ursprünglich wurde diese Technik in der Porzellanherstellung entwickelt, wobei vor dem Brennvorgang mit Hilfe eines Models ein Relief in eine Porzellanplatte eingepresst wurde. Dazu wurden die Umrisse eines Gemäldes oder einer Photographie frei auf dünnem Papier abgezeichnet. Dieses Papier wurde auf eine geglättete Wachsplatte gelegt und die Zeichnung durchgepaust. Im nächsten Schritt wurde die Wachsplatte vor eine Lichtquelle gehalten und mit dem Modelmesser bearbeitet, also die hellen Stellen des Gemäldes vertieft und die dunklen erhöht gelassen. Das Wachsmodell wird solange überarbeitet, bis das Gemälde durch das durchfallende Licht vollständig erkennbar ist. Diese Arbeit kann mehrere Wochen dauern. Das fertige Wachsmodel wird auf eine Glasplatte gelegt und flüssiger Gips darüber gegossen. Wenn der Gips getrocknet und gehärtet ist, wird er von dem Wachsmodel abgehoben und bildet die Form für die Lithophanie. In diese Form wird weiche Porzellanmasse eingefüllt und geglättet. Sobald die Gipsform, welche die Feuchtigkeit aus der Porzellanmasse anzieht, vollständig getrocknet ist, wird die Porzellanschicht abgehoben, weiter getrocknet und schließlich gebrannt.
Auch wurden Lithophanien aus Weissglas mit Beginn der maschinellen Glasproduktion in den Boden von Biergläsern eingelassen, welche so erst beim Leeren des Glases sichtbar wurden.
Als Variante der Diaphanie wurden als Fensterschmuck vorgesehene Lithophanien im 19. Jahrhundert auch aus reliefierten Papiermassen hergestellt.

Galerie
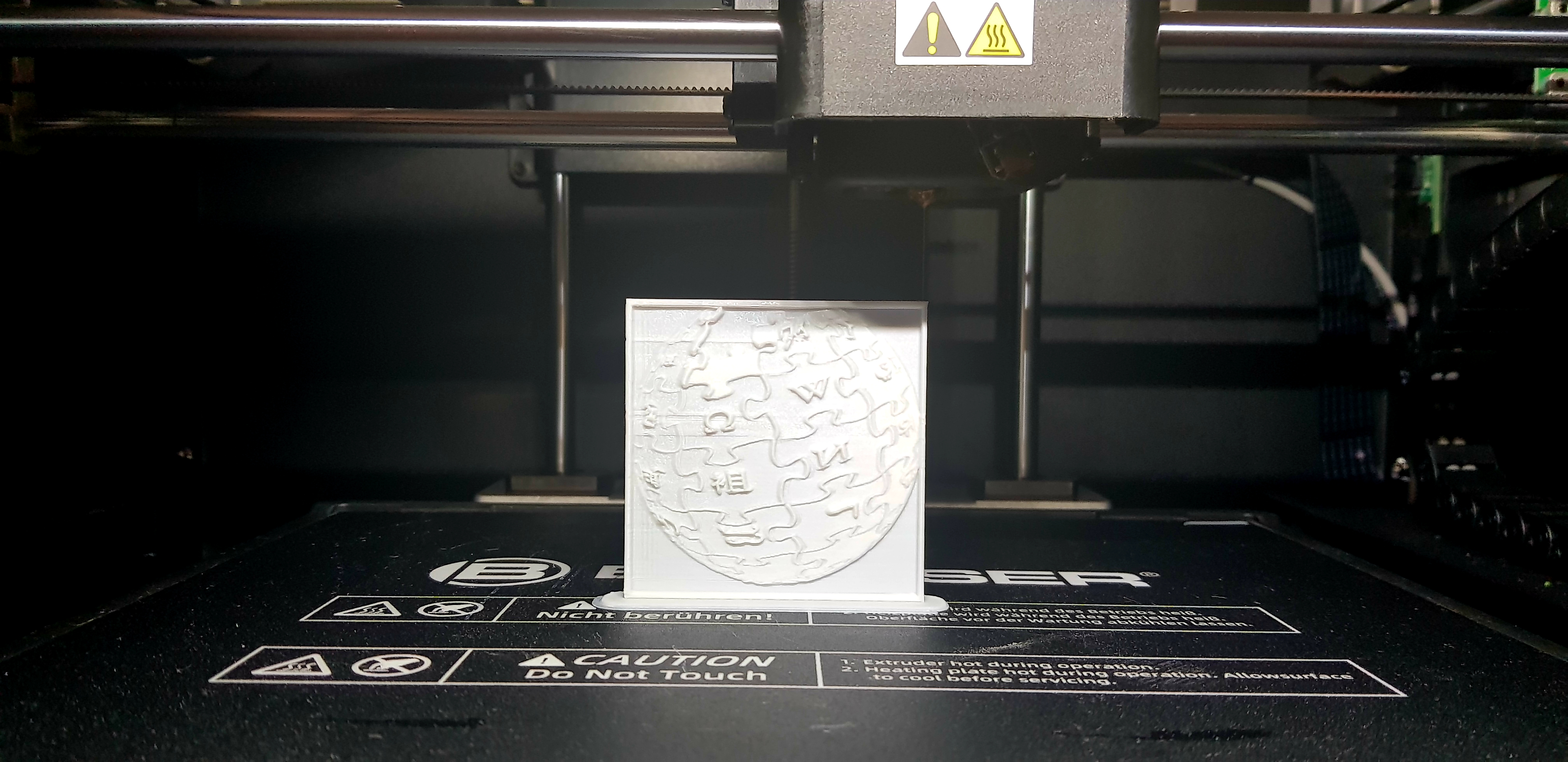
3D-Druck des Wikipedia-Logos
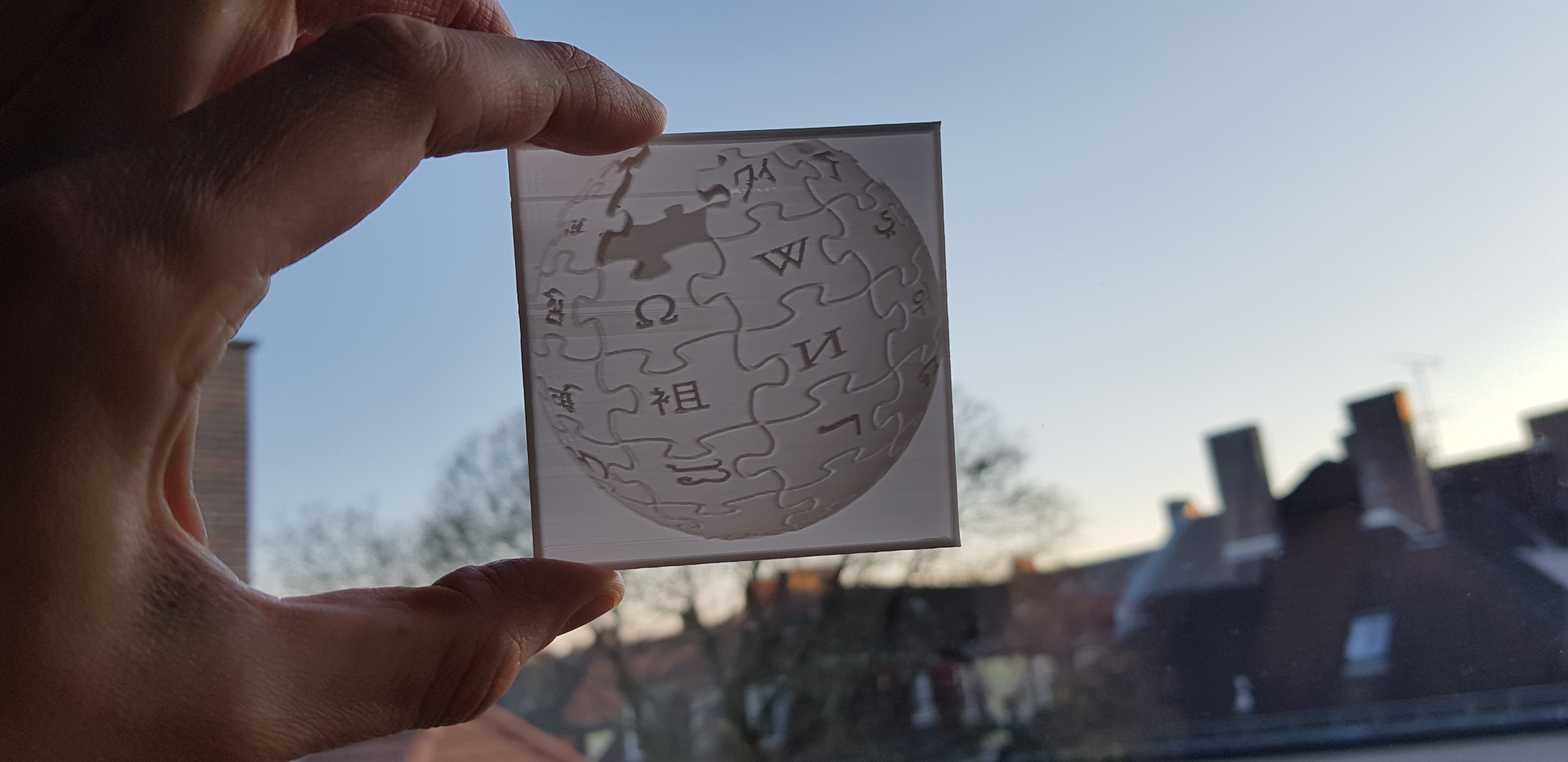
Wikipedia-Logo als Lithophanie